# Ous al niu
Los ous al niu (pronunciación en catalán: /ɔw.zal.niw/; ‘huevos en el nido’) es un plato de la cocina catalana y balear que tiene diversas versiones, pero que en esencia es un huevo dentro de un pan, a modo de nido. El huevo se cocina de manera que la clara está cuajada pero la yema permanece cruda. Los ous al niu son una especialidad de la comarca del Vallés, en la provincia de Barcelona.

## Elaboración
Como «nido» se usan panecillos redondos, como las magranetes mallorquinas, que son unos vienas pequeños, redondos y algo dulces. Los panes son vaciados de la miga y se rellenan del huevo y demás ingredientes, que según la receta puede ser chorizo, butifarra, queso, sobrasada, fuagrás, carne picada, mantequilla, salsa de tomate, etc. A veces el interior es humedecido con un poco de leche. Los ous al niu son horneados a baja temperatura y durante el suficiente tiempo para que la clara se cueza.
La versión frita de este plato requiere que las claras sean batidas al punto de nieve. Los nidos se pasan por las claras montadas hasta que queden bien cubiertos, de manera que el pan no absorba el aceite y quede demasiado graso.
La receta de ous al niu del chef Josep Rondissoni difiere ligeramente, pues su «nido» se hace con puré de patatas cocidas, en vez de pan. Además, la aromatiza con un poco de trufa y Jerez.